# Курколь (село)
Курколь (каз. Құркөл) — село в Павлодарской области Казахстана. Расположено в 100 км к юго-востоку от Павлодара и в 60 км к юго-востоку от Аксу. Находится в подчинении городской администрации Аксу. Административный центр и единственный населённый пункт Куркольского сельского округа. Код КАТО — 551657100.
Курколь был центральной усадьбой бывшего совхоза «Целинный», образованного в 1962 году на базе разукрепления земель совхозов «Ермаковский» и «Кызылкураминский».

## Население
В 1985 году в Курколе жили 1032 человека, в 1999 году население села составляло 778 человек (370 мужчин и 408 женщин). По данным переписи 2009 года, в селе проживало 745 человек (373 мужчины и 372 женщины).